# Pinyin
Pinyin (chinesisch 拼音, Pinyin pīnyīn), amtlich Hanyu Pinyin Fang’an (漢語拼音方案 / 汉语拼音方案,  Hànyǔ Pīnyīn Fāng’àn – „Programm zur Fixierung der Laute im Chinesischen“), zur Abgrenzung von Tongyong Pinyin (通用拼音,  Tōngyòng Pīnyīn) auch Hanyu Pinyin (漢語拼音 / 汉语拼音) genannt, ist die offizielle chinesische Romanisierung des Hochchinesischen in der Volksrepublik China. Diese von Zhou Youguang entwickelte phonetische Umschrift auf der Basis des lateinischen Alphabets wurde vom Staatsrat der Volksrepublik China am 6. Februar 1956 offiziell beschlossen und Ende 1957 genehmigt. Sie löste damit auf dem Festland die 1921 eingeführte nicht-lateinische Zhuyin-Umschrift (Bopomofo) ab.
Die durch die Pinyin-Umschrift angegebene Aussprache basiert auf dem Hochchinesischen (普通話 / 普通话,  pǔtōnghuà). Pinyin ist bei der Internationalen Organisation für Normung (ISO) als ISO 7098:1991 (zweite Auflage nach 1982) registriert und damit als internationaler Standard anerkannt. In der Volksrepublik China wird Pinyin durch die nationale Norm GB/T 16159 definiert, die zuletzt 2012 revidiert wurde (GB/T 16159-2012); für die Schreibung von Personennamen gilt die Norm GB/T 28039-2011.
Seit 1. Januar 2009 ist auch in der Republik China auf Taiwan auf Beschluss der 2008 gewählten Kuomintang-Regierung Hanyu Pinyin offizieller Standard. In einigen von der Demokratischen Fortschrittspartei regierten Städten wird diese Verordnung jedoch nicht befolgt und weiterhin die 2002 eingeführte Umschrift Tongyong Pinyin verwendet.

## Schreibung der Silben
Da die chinesischen Zeichen fast immer genau eine Silbe beschreiben, ist auch die Pinyin-Umschrift silbenbasiert. Die chinesische Silbe besteht aus einem Anlaut und einem Auslaut. Die Silbe ba besteht aus dem Anlaut b und dem Auslaut a. Die meisten Auslaute können auch ohne Anlaut gesprochen werden.

### Anlaute
Im Hochchinesischen sind aspirierte und nicht aspirierte Anlaute bedeutungsunterscheidend, nicht aber stimmlose und stimmhafte (Ausnahme: sh – r). Für die nicht aspirierten Laute werden Buchstaben verwendet, die im Deutschen stimmhafte Laute bezeichnen. Die Verwendung sh, ch, r und j lehnt sich an die englische Rechtschreibung an; die Aussprache von q, x und zh ist aus deutschsprachiger Sicht sehr ungewohnt.
|                                                                          |           | bilabial  | bilabial       | labio- dental | dental/ alveolar | dental/ alveolar | postalveolar/ retroflex | postalveolar/ retroflex | palatal     | velar/ uvular |
| stl                                                                      | sth       | stl       | stl            | sth           | stl              | sth              | stl                     | stl                     |             |               |
| Plosive                                                                  | nasp      | b [b̥] [p] |                |               | d [d̥] [t]        |                  |                         |                         |             | g [ɡ̊] [k]     |
| Plosive                                                                  | asp       | p [pʰ]    | t [tʰ]         | k [kʰ]        |                  |                  |                         |                         |             |               |
| Nasale                                                                   | Nasale    |           | m [m]          |               |                  | n [n]            |                         |                         |             |               |
| Affrikate                                                                | nasp      |           |                |               | z [d̥z̥] [ts]      |                  | zh [ɖ̥ʐ̥] [tʂ]            |                         | j [d̥ɕ] [tɕ] |               |
| Affrikate                                                                | asp       | c [tsʰ]   | ch [ʈʂʰ] [tʂʰ] | q [tɕʰ]       |                  |                  |                         |                         |             |               |
| Frikative                                                                | Frikative |           |                | f [f]         | s [s]            |                  | sh [ʂ]                  | r [ɻ] [ʐ]               | x [ɕ]       | h [χ] [x]     |
| Lateral                                                                  | Lateral   |           |                |               |                  | l [l]            |                         |                         |             |               |
| nasp = nicht aspiriert; asp = aspiriert; stl = stimmlos; sth = stimmhaft |           |           |                |               |                  |                  |                         |                         |             |               |

Die Ausspracheschreibung mit dem Internationalen Phonetischen Alphabet (IPA) wird nicht einheitlich gehandhabt.
Aussprache
Da sich das chinesische und das deutsche Lautsystem in einigen Punkten erheblich unterscheiden, sind die Aussprachehinweise nur Näherungen. In der zweiten Spalte steht die Aussprache nach dem Internationalen Phonetischen Alphabet (IPA) in Anlehnung an Lee & Zee, Duanmu und Lin.
| Pinyin | IPA   | Beschreibung |
| ------ | ----- | --- |
| b      | [b̥]   | stimmloses b |
| p      | [pʰ]  | wie im Deutschen, behaucht                                                                                       |
| m      | [m]   | wie im Deutschen                                                                                                 |
| f      | [f]   | wie im Deutschen                                                                                                 |
| d      | [d̥]   | stimmloses d |
| t      | [tʰ]  | wie im Deutschen, behaucht                                                                                       |
| n      | [n]   | wie im Deutschen                                                                                                 |
| l      | [l]   | wie im Deutschen                                                                                                 |
| g      | [ɡ̊]   | stimmloses g |
| k      | [kʰ]  | wie im Deutschen, behaucht                                                                                       |
| h      | [χ]   | wie in lachen oder spanisches j                                                                                  |
| x      | [ɕ]   | wie ch in ich und ß gleichzeitig                                                                                 |
| j      | [d̥ɕ]  | wie d plus Pinyin x; ähnlich wie in Mädchen, aber viel weicher                                                   |
| q      | [tɕʰ] | wie t plus Pinyin x; ähnlich wie in Mädchen, aber stark behaucht                                                 |
| s      | [s]   | wie in weiß (stimmloses s)                                                                                       |
| c      | [tsʰ] | wie t plus s: ähnlich wie deutsches tz                                                                           |
| z      | [d̥z̥]  | ähnlich wie deutsches d und stimmhaftes s zusammen                                                               |
| sh     | [ʂ]   | ähnlich wie deutsches sch, aber retroflex                                                                        |
| zh     | [ɖ̥ʐ̥]  | wie d plus Pinyin sh; ähnlich wie in Dschungel, aber stimmlos sowie retroflex (mit zurückgebogener Zungenspitze) |
| ch     | [ʈʂʰ] | wie t plus Pinyin sh; ähnlich wie deutsches tsch                                                                 |
| r      | [ɻ]   | ähnlich wie französisches j (bonjour), aber retroflex                                                            |

### Auslaute
Jeder Auslaut besteht aus bis zu drei Komponenten:
- Gleitlaut: – , i, u, ü
- Zentrallaut: – , a, e/o
- Endlaut: – , i, u, n, ng

Es sind nicht alle Kombinationen realisiert, und es gibt gewisse Lautverschiebungen (siehe Lautschrift). Hinzu kommt die Silbe er, die nicht in dieses Schema passt.
|           |     | Endlaut     | Endlaut | Endlaut | Endlaut   | Endlaut   | Endlaut   | Endlaut   | Endlaut   | Endlaut   | Endlaut    | Endlaut    | Endlaut    | Endlaut | Interjektion |  |
| ∅         | ∅   | ∅           | [i̯]     | [i̯]     | [u̯]       | [u̯]       | [n]       | [n]       | [ŋ]       | [ŋ]       | [ŋ]        | [ɻ]        |            |         | Interjektion |  |
| Gleitlaut | ∅   | -i [ɻ̩], [ɹ̩] | a [a]   | e [ɤ]   | ai [ai̯]   | ei [ei̯]   | ao [au̯]   | ou [ou̯]   | an [an]   | en [ən]   | ang [aŋ]   | eng [əŋ]   | ong [ʊŋ]   | er [ɚ]  | o [ɔ] ê [ɛ]  |  |
| Gleitlaut | [u] | u [u]       | ua [u̯a] | uo [u̯o] | uai [u̯ai̯] | uei [u̯ei̯] |           |           | uan [u̯an] | uen [u̯ən] | uang [u̯aŋ] | ueng [u̯əŋ] |            |         |              |  |
| Gleitlaut | [i] | i [i]       | ia [i̯a] | ie [i̯e] | iai [i̯ai̯] |           | iao [i̯au̯] | iou [i̯ou̯] | ian [i̯ɛn] | in [in]   | iang [i̯aŋ] | ing [iŋ]   | iong [i̯ʊŋ] |         | io [i̯ɔ]      |  |
| Gleitlaut | [y] | ü [y]       |         | üe [y̆e] |           |           |           |           | üan [y̆ɛn] | ün [yn]   |            |            |            |         |              |  |

Die Auslaute werden je nach Anlaut teilweise unterschiedlich geschrieben:
- Nach j, q, x und y entfallen die Punkte über dem ü. Ein geschriebenes u nach diesen Anlauten wird also als ü gesprochen;
- Die Auslaute uei, uen und iou werden nach Anlaut als ui, un und iu geschrieben;
- Bei Silben ohne Anlaut werden i, u, ü am Anfang durch y, w, yu ersetzt. Die Silben i, in, ing und u werden als yi, yin, ying und wu geschrieben;
- Nach z, c, s, zh, ch, sh und r bezeichnet i „gepresste“ Vokale im Rachen („es bleibt einem im Halse stecken“) – hier geschrieben als „-i“ (links oben in der Tabelle).

### Matrix aller Silben
In der folgenden Tabelle sind alle Silben des Hochchinesischen nach An- und Auslaut aufgeführt. Die Sortierung erfolgt phonetisch, nicht nach dem Schriftbild. Das heißt:
- wenn auf j, q, x, y der „ü“-Laut folgt, steht die Silbe in der entsprechenden Zeile, obwohl in diesem Fall u ohne Punkte geschrieben wird;
- die Zeile mit dem „ong“-Auslaut steht in der „u“-Gruppe, weil in diesem Fall „ung“ ausgesprochen wird;
- die Silben mit [ɻ̩] und [ɹ̩] stehen in der Zeile für den Auslaut „-i“, getrennt von der Zeile „i“;
- w, y und yu stehen in der Spalte für Silben ohne Anlaut (∅), da sie Schreibvarianten der Gleitvokale „u“, „i“, „ü“ sind;
- falls bo, po, mo, fo standardmäßig mit [u̯o] gesprochen werden (was kontrovers diskutiert wird), müssten diese Silben in der Zeile „uo“ stehen.

Die Silbe yai kommt nur in der hochsprachlichen Variante der Republik China auf der Insel Taiwan vor, nicht jedoch in der Variante der Volksrepublik China auf dem Festland. Nur im Wortschatz von Dialekten vorkommende Silben sind eingeklammert.
|      | ∅    | b    | p    | m    | f      | d    | t    | n     | l     | g     | k     | h     | j     | q     | x     | zh     | ch     | sh     | r    | z    | c    | s    |
| ---- | ---- | ---- | ---- | ---- | ------ | ---- | ---- | ----- | ----- | ----- | ----- | ----- | ----- | ----- | ----- | ------ | ------ | ------ | ---- | ---- | ---- | ---- |
| a    | a    | ba   | pa   | ma   | fa     | da   | ta   | na    | la    | ga    | ka    | ha    |       |       |       | zha    | cha    | sha    |      | za   | ca   | sa   |
| ai   | ai   | bai  | pai  | mai  |        | dai  | tai  | nai   | lai   | gai   | kai   | hai   |       |       |       | zhai   | chai   | shai   |      | zai  | cai  | sai  |
| ao   | ao   | bao  | pao  | mao  |        | dao  | tao  | nao   | lao   | gao   | kao   | hao   |       |       |       | zhao   | chao   | shao   | rao  | zao  | cao  | sao  |
| an   | an   | ban  | pan  | man  | fan    | dan  | tan  | nan   | lan   | gan   | kan   | han   |       |       |       | zhan   | chan   | shan   | ran  | zan  | can  | san  |
| ang  | ang  | bang | pang | mang | fang   | dang | tang | nang  | lang  | gang  | kang  | hang  |       |       |       | zhang  | chang  | shang  | rang | zang | cang | sang |
| e    | e    |      |      | me   |        | de   | te   | ne    | le    | ge    | ke    | he    |       |       |       | zhe    | che    | she    | re   | ze   | ce   | se   |
| o    | o    | bo   | po   | mo   | fo     |      |      |       | lo    |       |       |       |       |       |       |        |        |        |      |      |      |      |
| ei   | ei   | bei  | pei  | mei  | fei    | dei  |      | nei   | lei   | gei   | (kei) | hei   |       |       |       | zhei   |        | shei   |      | zei  |      |      |
| ou   | ou   |      | pou  | mou  | fou    | dou  | tou  | nou   | lou   | gou   | kou   | hou   |       |       |       | zhou   | chou   | shou   | rou  | zou  | cou  | sou  |
| en   | en   | ben  | pen  | men  | fen    | den  |      | nen   |       | gen   | ken   | hen   |       |       |       | zhen   | chen   | shen   | ren  | zen  | cen  | sen  |
| eng  | eng  | beng | peng | meng | feng   | deng | teng | neng  | leng  | geng  | keng  | heng  |       |       |       | zheng  | cheng  | sheng  | reng | zeng | ceng | seng |
| er   | er   |      |      |      |        |      |      |       |       |       |       |       |       |       |       |        |        |        |      |      |      |      |
| u    | wu   | bu   | pu   | mu   | fu     | du   | tu   | nu    | lu    | gu    | ku    | hu    |       |       |       | zhu    | chu    | shu    | ru   | zu   | cu   | su   |
| ua   | wa   |      |      |      |        |      |      |       |       | gua   | kua   | hua   |       |       |       | zhua   | chua   | shua   |      |      |      |      |
| uai  | wai  |      |      |      |        |      |      |       |       | guai  | kuai  | huai  |       |       |       | zhuai  | chuai  | shuai  |      |      |      |      |
| uan  | wan  |      |      |      |        | duan | tuan | nuan  | luan  | guan  | kuan  | huan  |       |       |       | zhuan  | chuan  | shuan  | ruan | zuan | cuan | suan |
| uang | wang |      |      |      |        |      |      |       |       | guang | kuang | huang |       |       |       | zhuang | chuang | shuang |      |      |      |      |
| uo   | wo   |      |      |      |        | duo  | tuo  | nuo   | luo   | guo   | kuo   | huo   |       |       |       | zhuo   | chuo   | shuo   | ruo  | zuo  | cuo  | suo  |
| uei  | wei  |      |      |      |        | dui  | tui  |       |       | gui   | kui   | hui   |       |       |       | zhui   | chui   | shui   | rui  | zui  | cui  | sui  |
| uen  | wen  |      |      |      |        | dun  | tun  | nun   | lun   | gun   | kun   | hun   |       |       |       | zhun   | chun   | shun   | run  | zun  | cun  | sun  |
| ong  |      |      |      |      |        | dong | tong | nong  | long  | gong  | kong  | hong  |       |       |       | zhong  | chong  |        | rong | zong | cong | song |
| ueng | weng |      |      |      |        |      |      |       |       |       |       |       |       |       |       |        |        |        |      |      |      |      |
| i    | yi   | bi   | pi   | mi   |        | di   | ti   | ni    | li    |       |       |       | ji    | qi    | xi    |        |        |        |      |      |      |      |
| ia   | ya   |      |      |      |        |      |      |       | lia   |       |       |       | jia   | qia   | xia   |        |        |        |      |      |      |      |
| iai  | yai  |      |      |      |        |      |      |       |       |       |       |       |       |       |       |        |        |        |      |      |      |      |
| iao  | yao  | biao | piao | miao | (fiao) | diao | tiao | niao  | liao  |       |       |       | jiao  | qiao  | xiao  |        |        |        |      |      |      |      |
| ian  | yan  | bian | pian | mian |        | dian | tian | nian  | lian  |       |       |       | jian  | qian  | xian  |        |        |        |      |      |      |      |
| iang | yang |      |      |      |        |      |      | niang | liang |       |       |       | jiang | qiang | xiang |        |        |        |      |      |      |      |
| ie   | ye   | bie  | pie  | mie  |        | die  | tie  | nie   | lie   |       |       |       | jie   | qie   | xie   |        |        |        |      |      |      |      |
| io   | yo   |      |      |      |        |      |      |       |       |       |       |       |       |       |       |        |        |        |      |      |      |      |
| iou  | you  |      |      | miu  |        | diu  |      | niu   | liu   |       |       |       | jiu   | qiu   | xiu   |        |        |        |      |      |      |      |
| in   | yin  | bin  | pin  | min  |        |      |      | nin   | lin   |       |       |       | jin   | qin   | xin   |        |        |        |      |      |      |      |
| ing  | ying | bing | ping | ming |        | ding | ting | ning  | ling  |       |       |       | jing  | qing  | xing  |        |        |        |      |      |      |      |
| iong | yong |      |      |      |        |      |      |       |       |       |       |       | jiong | qiong | xiong |        |        |        |      |      |      |      |
| ü    | yu   |      |      |      |        |      |      | nü    | lü    |       |       |       | ju    | qu    | xu    |        |        |        |      |      |      |      |
| üan  | yuan |      |      |      |        |      |      |       |       |       |       |       | juan  | quan  | xuan  |        |        |        |      |      |      |      |
| üe   | yue  |      |      |      |        |      |      | nüe   | lüe   |       |       |       | jue   | que   | xue   |        |        |        |      |      |      |      |
| ün   | yun  |      |      |      |        |      |      |       |       |       |       |       | jun   | qun   | xun   |        |        |        |      |      |      |      |
| -i   |      |      |      |      |        |      |      |       |       |       |       |       |       |       |       | zhi    | chi    | shi    | ri   | zi   | ci   | si   |

Bis auf er kann all diesen Silben im Hochchinesischen und vermehrt in der Aussprache Pekings ein -r angehängt werden, das oft die Aussprache stark verändert und klangliche Unterschiede zwischen sonst klar geschiedenen Silben zum Verschwinden bringt, was in der Pinyin-Umschrift aber unberücksichtigt bleibt. Hinzu kommen noch die Interjektion ê sowie Interjektionen mit silbischen Nasalen (hm, hng, m, n, ng). Interjektionen können nicht durch -r erweitert werden.

## Silbentrennungszeichen
Wenn in mehrsilbigen Wörtern eine Silbe mit einem a, e oder o beginnt, muss sie immer von der vorangehenden Silbe durch einen Apostroph getrennt werden. Beispiele sind die Städtenamen Xi’an (西安,  Xī’ān) und Chang’an (长安,  Cháng’ān) oder die Wörter tian’e (天鹅,  tiān’é – „Schwan“) und hai’ou (海鸥,  hǎi’ōu – „Seemöwe, Möwe“). Ohne Silbentrennungszeichen würden diese Städte als Xian (eine Silbe) und Chan-gan gelesen. Vor den anderen Vokalen (i, u, ü) ist eine solche Regel nicht erforderlich, weil sie am Silbenanfang als y, w, yu geschrieben werden – das y und das w kennzeichnen also bereits die Silbengrenze. Um den Lesefluss zu verbessern, wird der Apostroph auch dort gesetzt, wo keine Verwechslungsgefahr besteht (tiane kann nicht tia-ne gelesen werden, weil es die Silbe tia im Hochchinesischen nicht gibt; ebenso wenig kann haiou als eine Silbe gesprochen werden).

## Bezeichnung der Töne
Das Hochchinesische ist eine Konturtonsprache, d. h. jede Silbe wird mit einem bestimmten Tonhöhenverlauf, dem sogenannten Ton gesprochen. In betonten Silben werden vier Töne unterschieden; ein weiterer findet sich nur in unbetonten Silben, die den sogenannten „leichten Ton“ (轻声,  qīngshēng) aufweisen, der manchmal auch als „fünfter“ oder „neutraler Ton“ bezeichnet wird. Der erste Ton wird gleichbleibend hoch gesprochen, beim zweiten Ton steigt die Stimme von einer mittleren Tonhöhe an – ähnlich wie am Ende deutscher Fragesätze. Beim dritten Ton fällt die Stimme zuerst leicht innerhalb des niedrigen Frequenzbandes ab, um dann anzusteigen, und beim vierten fällt die Stimme abrupt von einem hohen Niveau ab. Die Tonhöhe unbetonter Silben im leichten Ton ist demgegenüber für die Bedeutung des Gesagten nicht entscheidend.

### Tonzeichen
Im Pinyin werden die Töne betonter Silben durch diakritische Zeichen kenntlich gemacht, das sind kleine Markierungen über den Vokalen (ā á ǎ à), bei den nur als Interjektionen verwendeten vokallosen Silben über den silbischen Nasalen (ḿ ň). Der 1. Ton wird durch ein Makron (ā), der 2. Ton durch einen Akut (á), der 3. Ton durch ein Hatschek (ǎ, Achtung, kein Breve – unten spitz, nicht rund) und der 4. Ton durch einen Gravis (à) dargestellt. Der leichte Ton darf seit der Rechtschreibreform von 2012 in Wörterbüchern durch einen Mittelpunkt vor der Silbe (·ma) bezeichnet werden. Um darauf hinzuweisen, dass eine Silbe entweder in einem der vier Töne betonter Silben oder im leichten Ton gesprochen wird, darf nach der Norm GB/T 16159-2012 eine Kombination der zwei Tonzeichen benutzt werden (zhī·dào).
Steht keine Tastatur oder kein Zeichensatz mit den üblichen Tonmarkierungen zur Verfügung, wird der Ton stattdessen oft durch eine Zahl nach der Silbe bezeichnet, z. B. bedeutet hao3 die Silbe hao im 3. Ton (hǎo). Der leichte Ton wird dabei entweder durch eine 5 oder seltener durch eine 0 bezeichnet. Dieses System findet auch bei manchen Pinyin-basierten Eingabemethoden Verwendung, in denen zusätzlich der Buchstabe ü durch Betätigen der Taste für das im Pinyin unbenutzte v eingegeben wird.

### Platzierung der Tonzeichen
Wird ein Tonzeichen auf ein i gesetzt, ersetzt es dabei den i-Punkt. Bei einem ü hingegen wird das Tonzeichen über die Punkte gesetzt (z. B. nǚ).
In betonten Silben, die mehrere Vokale enthalten, wird das Tonzeichen auf den zentralen Vokal (s. o.) gesetzt, bei iu und ui auf den letzten Vokal. Merkregel: Es wird auf den ersten Vokal gesetzt, wenn es sich dabei um ein a, e oder o handelt, ansonsten auf den zweiten Vokal.
Die Tonmarkierungen in nicht durchgehend chinesischen Texten werden häufig weggelassen. Durch die so entstehenden Homographen kommt es allerdings oft zu Mehrdeutigkeiten.

### Pinyin und Tonsandhis
Wie auch andere chinesische Sprachen kennt das Hochchinesische Tonsandhis, d. h. vom Kontext abhängige Tonänderungen. Dabei beeinflusst der Ton der nachfolgenden Silbe den Tonverlauf der vorausgehenden. Folgt beispielsweise auf eine Silbe im dritten Ton eine weitere Silbe im dritten Ton, wird die erste der beiden Silben häufig im zweiten Ton ausgesprochen. So wird z. B. 你 (nǐ) + 好 (hǎo) wie ní hǎo ausgesprochen. Ungeachtet des Tonsandhi in der gesprochenen Sprache sind die ursprünglichen Töne im Pinyin immer unverändert beizubehalten (你好,  nǐ hǎo); nur zu Demonstrationszwecken dürfen die veränderten Tonhöhenverläufe bezeichnet werden (z. B. im Sprachunterricht).

## Offizielle Rechtschreibregeln
Die Rechtschreibregeln für Pinyin lassen sich wie folgt zusammenfassen:
Allgemeine Regeln
- Wörter als Grundeinheiten: rén (人 – „Person“), péngyou (朋友 – „Freund“), túshūguǎn (图书馆 – „Bibliothek“)
- Zwei- oder Dreisilbler als vollständiges Konzept: quánguó (全国 – „die ganze Nation“), duìbuqǐ (对不起 – „Entschuldigung“), qiūhǎitáng (秋海棠 – „Begonie“)
- Ausdrücke mit vier oder mehr Silben werden getrennt, wenn sie in Einzelwörter aufgeteilt werden können: wúfèng gāngbǐ (无缝钢笔 – „nahtloser Stift“), jīngtǐguǎn gōnglǜ fàngdàqì (晶体管功率放大器 – „Transistor-Endstufe“). 
Ansonsten werden alle Silben zusammengeschrieben: Hóngshízìhuì (红十字会 – „Rotes Kreuz“), yánjiūshēngyuàn (研究生院 – „Hochschule für Aufbaustudien“)
- Verdoppelte Einsilbler werden verbunden, verdoppelte Zweisilbler getrennt: rénrén (人人 – „alle, jeder“), chángshi chángshi (尝试尝试 – „es mal ausprobieren“)
- Juxtaponierte Verdopplungen (AA-BB) werden durch Bindestrich getrennt: láilái-wǎngwǎng (来来往往 – „kommen und gehen, verkehren“), qīngqīng-chǔchǔ (清清楚楚 – „klar und deutlich, klipp und klar“)
- Zum besseren Leseverständnis kann ein Bindestrich eingefügt werden: huán-bǎo (环保 – „Umweltschutz“), shíqī-bā suì (十七八岁 – „17 / 18 Jahre alt“)

Substantive
- Einsilbige Vor- und Nachsilben werden mit Substantiven verbunden.
  - Präfixe: fù- (副 – „Vize-“), zǒng- (总 – „Haupt-, Chef, General-, Gesamt-“), fēi- (非 – „un-“), fǎn- (反 – „Anti- / Gegen-“), chāo- (超 – „Super-, Hyper-, Über-“), lǎo- (老 – „ehrwürdige(r), alte(r), langbekannte(r)“), A- (阿 – „vorangestellter Marker für Namen vertrauter Personen“), kě (可 – „können, in der Lage sein“), z. B. xiǎokě (小可 – „kann belanglos sein, kann unbedeutend sein“), wú- (无 – „Un-, nicht, ohne“) usw.
 Bsp.: fù-bùzhǎng (副部长 – „Vize-Direktor(in) einer (Regierungs-)Abteilung“), zǒng-gōngchéngshī (总公程师 – „Chefingenieur(in)“)
  - Suffixe: -zǐ (子), -ér (儿), -tóu (头); Suffixe als Nominalendung: -xìng (性 – „-natur, Wesensart, Eigenschaft“), -zhě (者 – „-ist(in)“) / -yuán (员 – „-ist(in)“), -jiā (家 – „-Experte / -Expertin, -ist(in)“), -shǒu (手 – „Hand, Person, -Experte / -Expertin, -er(in), -ist(in)“), -huà (化 – „-isiert“), -men (们 – „Pluralsuffix“) usw.
 Bsp.: yìshùjiā (艺术家 – „Künstler(in)“).
- Richtungswörter: Substantive und nach ihnen stehende Richtungswörter werden getrennt: mén wài (门外 – „vor der Tür, außerhalb einer Disziplin“) = mén wàimian (门外面 – „draußen vor der Tür, vor der Tür“) / mén wàibiān (门外边 – „draußen vor der Tür, vor der Tür“) / mén wàitou (门外头 – „draußen vor der Tür, vor der Tür“), huǒchē shàngmian (火车上面 – „im Zug, auf dem Zug“)
  - Lexikalische Einheiten werden verbunden: hǎiwài- (海外 – „Übersee-“)

Eigennamen:
- Familien- und Vornamen (xìngmíng/míngzi) werden im Han-Chinesischen getrennt geschrieben. Die Anfangsbuchstaben von Familiennamen und Vornamen werden großgeschrieben. Pseudonyme (bǐmíng) und Spitznamen (biémíng) werden nach den gleichen Prinzipien geschrieben: Wáng Jiànguó, Dōngfāng Shuò, Zhāng Sān
- Persönliche Namen und Titel werden getrennt: Wáng bùzhǎng, Lǐ xiānsheng
- Der erste Buchstabe der persönlichen Anreden wie Lǎo, Xiǎo, Dà, Ā, und so weiter, werden großgeschrieben. Zum Beispiel: Xiǎo Liú (Klein-Liu), Lǎo Qián (Älterer Qian), Wú Lǎo (Ehrenwerter Wu), Sān (der Dritte [in einer Familie])
- Wenn der Name von historisch bekannten Persönlichkeiten mit einem respektvollen oder beschreibenden Begriff, durch die sie allgemein bekannt sind, kombiniert wird, werden die Silben verbunden und der erste Buchstabe großgeschrieben. Zum Beispiel: Kǒngzǐ (Konfuzius), Bāogōng (Höchster Richter Bao), Xīshī (Schönheit Xishi)
- Eigennamen und allgemeine Ortsnamen werden getrennt und die ersten Buchstaben eines jeden der Namen großgeschrieben: Běijīng Shì (Stadt Beijing), Dòngtíng Hú (Dongting See)
- Die einsilbigen Präfixe oder Suffixe von Eigennamen und Gattungsnamen werden zusammengeschrieben: Jǐngshān Hòujiē (Hinterhöfe/Rotlichtviertel von Jingshan), Cháoyángménnèi Nánxiǎojiē (Südliche kleine Straße innerhalb des der Sonne zugewandten Tores)
- Etablierte Namen für Dörfer, Städte und andere Orte werden in der Regel zusammengeschrieben (erster Buchstabe groß): Wángcūn (Wang Dorf), Zhōukǒudiàn (eine Ausgrabungsstätte bei Peking), Sāntányìnyuè (Mond im Spiegel der drei Teiche)
- Bei Gattungsnamen erfolgt Getrenntschreibung.
- Personen- und Ortsnamen, die es nicht in der chinesischen Han-Sprache gibt, werden basierend auf dem Prinzip „nach dem Brauch der betreffenden Person (míng cóng zhǔrén)“ – entweder in der Originalsprache geschrieben oder mit lateinischen Buchstaben transkribiert: Einstein (Àiyīnsītǎn), Ngapoi Ngawang Jigme (Āpèi Āwàng Jìnměi), London (Lúndūn), Washington (Huáshèngdùn)
- Ausländische Namen werden nach der Aussprache der entsprechenden Zeichen geschrieben: Nánměi (Südamerika), Déguó (Deutschland), Dōngnányà (Südostasien)

Verben:
- Aktionsverben werden mit den Endungen zhe, le, guo verbunden: kànzhe (lesend), kànle (gerade gelesen), kànguò (schon einmal gelesen haben)
  - le am Ende eines Satzes wird getrennt: Huǒchē dào le (Vollendete Aktion: Der Zug kam / ist gekommen).
- Aktionsverben und ihre Objekte werden getrennt: kàn xìn (einen Brief lesen), chī yú (Fisch essen), kāi wánxiào (einen Witz machen)
  - Aber Aktionsverb und Objekt werden verbunden, wenn sie zusammen ein Konzept zum Ausdruck bringen: chīfàn (essen), shuìjiào (schlafen gehen), kànshū (lesen), dǎqiú (Ball spielen), jūgōng (sich verbeugen), kētóu (Kotau)
- Verb + Objekt werden getrennt, wenn ein anderes Element zwischen den Silben eingefügt wird: jūgōng (sich verbeugen) à jūle yī ge gōng (verbeugte sich einmal)
- Aktionsverb und seine Ergänzung werden verbunden, wenn beide einsilbig sind. Ansonsten sind sie getrennt: gǎohuài (ruinieren), zǒu jìnlái (hineingehen), xiūlǐ hǎo (reparieren)

Adjektive:
- Einsilbige Adjektive verbinden sich mit ihren reduplizierten Präfixen oder Suffixen: mēngmēngliàng (schwach leuchtend), liàngtāngtāng (hell erleuchtet)
- Adjektive werden von folgendem xiē, yīxiē, diǎnr, yīdiǎn getrennt: kuài (yī)xiē (schneller [sein]), kuài (yī)diǎn (schneller [sein])

Pronomen:
- men zeigt den Plural an und ist mit dem Pronomen vor ihm verbunden: wǒmen (wir), tāmen (sie)
- Demonstrativpronomina:
  - zhè, nà und das fragende Demonstrativpronomen nǎ werden von den Substantiven getrennt: zhè (ge) rén (diese Person), zhè zhī chuán (dieses Boot), nǎ zhāng bàozhǐ (welche Zeitung?)
  - zhè, nà, nǎ werden mit xiē, me, yàng, bān, lǐ, biān, huǐr, ge verbunden: zhèxiē (diese), zhège (dieser), nàyàng (so / dann), zhèhuǐr (in diesem Moment)
  - gè, měi, mǒu, běn, gāi, wǒ, nǐ, usw. werden von den ihnen folgenden Substantiven oder ZEW getrennt: gè guó (jedes Land), gè gè (jeweils alle), měi nián (jedes Jahr), gāi gōngsī (diese / jene Gesellschaft)

Numeralia und ZEW:
- Ganze Zahlen von 11 bis 99 werden zusammengeschrieben: shíwǔ (fünfzehn), sānshísān (dreiunddreißig)
- bǎi (hundert), qiān (tausend), wàn (zehntausend), yì (hundert Millionen) werden mit der vorausgehenden (ganzen) Zahl verbunden, aber „Zehntausend“ und „hundert Millionen“ werden von folgenden Nullwerten (líng) getrennt: jiǔyì líng qīwàn èrqiān sānbǎi wǔshíliù (900.072.356)
- di + Numeral (=Ordinalia) wird durch einen Bindestrich mit der Zahl verbunden: dì-shísān (dreizehnte), dì-èrshíbā (achtundzwanzigste)
- Zahlen und Zählwörter sind zu trennen: liǎng ge rén (zwei Personen), yī dà wǎn fàn (eine große Schüssel mit gekochtem Reis)
- duō, lái, jǐ weisen auf eine ungefähre Menge hin und sie werden von den Zahlen und Zählwörtern getrennt, die vor und danach stehen: yībǎi duō ge (mehr als 100), shí lái wàn rén (ca. 100.000 Personen)
- Zahlen, die „mehr als zehn“ oder „einige“ angeben, werden verbunden: shíjǐ ge rén (mehr als zehn Personen), jǐshí ge rén (einige zehn Personen)

Andere Wortarten:
- Funktionswörter (xūcí) werden von anderen Wörtern getrennt
  - Adverbien: hěn hǎo (sehr gut), zuì dà (der Größte sein), fēicháng kuài (extrem schnell)
  - Präpositionen: zài qiánmiàn (vorne), shēng yú 1940 nián (wurde 1940 geboren)
  - Konjunktionen: nǐ hé wǒ (du und ich); Nǐ lái háishi bù lái? (Kommen Sie [oder nicht?])
  - Konstruktive Hilfsverben (jiégòu zhùcí) de (的), de/di (地), de (得), zhi (之): mài cài de (Gemüseverkäufer), mànmàn de/di zou (langsam gehen), hóng de hěn (echt rot)
  - Modale Hilfsverben werden separat am Ende eines Satzes geschrieben: Nǐ zhīdào ma? (Weißt du schon)?; Kuài qù ba! (Beeilen Sie sich und gehen!)

Chinesische Sprichwörter (chéngyǔ):
- Chinesische Sprichwörter, die aus vier Zeichen bestehen und in zwei Hälften geteilt werden können, werden durch einen Bindestrich verbunden: céngchū-bùqióng (nacheinander auftreten), guāngmíng-lěiluò (gerecht sein)
- Sonstige Vier-Zeichen-Folgen und Redewendungen (shúyǔ), die nicht ohne weiteres segmentiert werden können, werden zusammengeschrieben: bùyìlèhū (Ist es nicht eine Freude?), àimònéngzhù (Entschuldigung, ich kann dir nicht helfen).

Großbuchstaben:
- Buchstaben am Satzanfang werden großgeschrieben: Míngtiān nǐ qù ma? (Gehst du morgen?)
- Der erste Buchstabe eines Eigennamens wird großgeschrieben: Běijīng Dàxué (Peking-Universität); Tài Shān (Tai-Berg); Huáng Hé (Gelber Fluss)

Darstellung der Töne:
- Es werden nur die Originaltöne angegeben; Ton-Sandhi wird nicht angezeigt.

## Pinyin in Unicode

### Kodierte Zeichen
Die auch im Deutschen vorhandenen Grundbuchstaben a–z und A–Z sind im Unicodeblock Basis-Lateinisch kodiert; v und V werden im offiziellen Pinyin nicht verwendet, stehen aber in manchen Eingabesystemen und Datenbanken für ü bzw. Ü.
Zur Bezeichnung der Töne sind folgende Unicodezeichen kodiert; hier aufgenommen sind auch Zeichen mit einem Punkt zur Bezeichnung des neutralen Tons, die – mit Ausnahme des immer noch offiziell optionalen Punkts vor der Silbe in Nachschlagewerken – in einem veralteten Pinyin-Stil verwendet wurden:
| Grundzeichen               | 1. Ton     | 2. Ton     | 3. Ton     | 4. Ton     | 5. (neutraler) Ton       |
| -------------------------- | ---------- | ---------- | ---------- | ---------- | ------------------------ |
| (allein stehend)           | ˉ = U+02C9 | ˊ = U+02CA | ˇ = U+02C7 | ˋ = U+02CB | [nichts] oder · = U+00B7 |
| (auf Grundzeichen, hier ◌) | ◌̄ = U+0304 | ◌́ = U+0301 | ◌̌ = U+030C | ◌̀ = U+0300 | [nichts] oder ◌̇ = U+0307 |
| a = U+0061                 | ā = U+0101 | á = U+00E1 | ǎ = U+01CE | à = U+00E0 | a oder ȧ = U+0227        |
| A = U+0041                 | Ā = U+0100 | Á = U+00C1 | Ǎ = U+01CD | À = U+00C0 | A oder Ȧ = U+0226        |
| e = U+0065                 | ē = U+0113 | é = U+00E9 | ě = U+011B | è = U+00E8 | e oder ė = U+0117        |
| E = U+0045                 | Ē = U+0112 | É = U+00C9 | Ě = U+011A | È = U+00C8 | E oder Ė = U+0116        |
| ê = U+00EA (≈e+◌̂=U+0302)   | ê̄ (ê+◌̄)    | ế = U+1EBF | ê̌ (ê+◌̌)    | ề = U+1EC1 | ê oder ê̇ (ê+◌̇)           |
| Ê = U+00CA (≈E+◌̂=U+0302)   | Ê̄ (Ê+◌̄)    | Ế = U+1EBE | Ê̌ (Ê+◌̌)    | Ề = U+1EC0 | Ê oder Ê̇ (Ê+◌̇)           |
| i = U+0069                 | ī = U+012B | í = U+00ED | ǐ = U+01D0 | ì = U+00EC | i oder ı̇̇ (ı=U+0131+◌̇+◌̇)  |
| I = U+0049                 | Ī = U+012A | Í = U+00CD | Ǐ = U+01CF | Ì = U+00CC | I oder İ = U+0130        |
| m = U+006D                 | m̄ (m+◌̄)    | ḿ = U+1E3F | m̌ (m+◌̌)    | m̀ (m+◌̀)    | m oder ṁ = U+1E41        |
| M = U+004D                 | M̄ (M+◌̄)    | Ḿ = U+1E3E | M̌ (M+◌̌)    | M̀ (M+◌̀)    | M oder Ṁ = U+1E40        |
| n = U+006E                 | n̄ (n+◌̄)    | ń = U+0144 | ň = U+0148 | ǹ = U+01F9 | n oder ṅ = U+1E45        |
| N = U+004E                 | N̄ (N+◌̄)    | Ń = U+0143 | Ň = U+0147 | Ǹ = U+01F8 | N oder Ṅ = U+1E44        |
| o = U+006F                 | ō = U+014D | ó = U+00F3 | ǒ = U+01D2 | ò = U+00F2 | o oder ȯ = U+022F        |
| O = U+004F                 | Ō = U+014C | Ó = U+00D3 | Ǒ = U+01D1 | Ò = U+00D2 | O oder Ȯ = U+022E        |
| u = U+0075                 | ū = U+016B | ú = U+00FA | ǔ = U+01D4 | ù = U+00F9 | u oder u̇ (u+◌̇)           |
| U = U+0055                 | Ū = U+016A | Ú = U+00DA | Ǔ = U+01D3 | Ù = U+00D9 | U oder U̇ (U+◌̇)           |
| ü = U+00FC (≈u+◌̈=U+0308)   | ǖ = U+01D6 | ǘ = U+01D8 | ǚ = U+01DA | ǜ = U+01DC | ü oder ü̇ (ü+◌̇)           |
| Ü = U+00DC (≈U+◌̈=U+0308)   | Ǖ = U+01D5 | Ǘ = U+01D7 | Ǚ = U+01D9 | Ǜ = U+01DB | Ü oder Ü̇ (Ü+◌̇)           |
Äußerst selten verwendet, aber offiziell erlaubt sind folgende Kurzformen für die mit zwei Buchstaben geschriebenen Konsonanten (Digraphen):
| Normalform | ch         | Ch/CH      | ng         | Ng/NG      | sh         | Sh/SH      | zh         | Zh/ZH      |
| Kurzform   | ĉ = U+0109 | Ĉ = U+0108 | ŋ = U+014B | Ŋ = U+014A | ŝ = U+015D | Ŝ = U+015C | ẑ = U+1E91 | Ẑ = U+1E90 |
| ---------- | ---------- | ---------- | ---------- | ---------- | ---------- | ---------- | ---------- | ---------- |
Zuweilen anzutreffen ist die Benutzung zweier Buchstaben aus dem Unicodeblock IPA-Erweiterungen für das Internationale Phonetische Alphabet (IPA), deren generelles typografisches Design dem in den offiziellen Pinyin-Tabellen, in den meisten Pinyin-Lehrbüchern und in vielen Wörterbüchern gleicht; aus diesem Grund stellen die meisten chinesischen Fonts zur Darstellung der beiden Buchstaben Glyphen zur Verfügung:
| Normalbuchstabe | a          | g          |
| IPA-Buchstabe   | ɑ = U+0251 | ɡ = U+0261 |
| --------------- | ---------- | ---------- |

### Eingabe der Zeichen
Alternativ kann man in Microsoft Word für die Zeichen mit Makron im Fall von a auch A U + 0 3 0 4 und für die Zeichen mit Hatschek A U + 0 3 0 C eingeben und dann die Tastenkombination Alt + C drücken. U+0304, U+030C und U+0307 sind die kombinierenden diakritischen Zeichen ◌̄, ◌̌ und ◌̇ im Unicodeblock Kombinierende diakritische Zeichen. Verfügt die Tastatur über einen Ziffernblock, kann man die kombinierenden diakritischen Zeichen ◌̄, ◌̌ und ◌̇ auch mit Alt + 0772, Alt + 0780 und Alt + 0775 noch einfacher zu einem Buchstaben hinzufügen. Für yǔ zum Beispiel muss man dann in Microsoft Word nur Y U Alt + 0780 eingeben. Wichtig ist, dass die Zahlen dabei über den Ziffernblock eingegeben werden.
Eine Alternative für Microsoft Office, Libre Office und Open Office sind die Pinyin Macros von Pinyin Joe's. Dazu erstellt man in Word unter Ansicht→Makros→Makros anzeigen→Erstellen am besten unter dem Namen „Pinyin“ ein neues Makro und fügt den Inhalt des Pinyin-Makros zwischen Sub und End Sub ein. Dann kann man Pinyin nach dem Schema ⇧ Umschalt + H A N 4 Y U 3 Leertaste ⇧ Umschalt + P I N 1 Y I N 1 (anders geschrieben: Han4yu3 Pin1yin1) mit Laut und Tonzahl eingeben, um schließlich über Ansicht→Makros→Makros anzeigen→Ausführen→Pinyin die richtigen Pinyin-Zeichen zu erhalten, im Fall dieses Beispiels also Hànyǔ Pīnyīn („chinesisches Pinyin“).